# Bom Princípio
Bom Princípio là một đô thị thuộc bang Rio Grande do Sul, Brasil. Đô thị này có diện tích 88,242 km², dân số năm 2007 là 10910 người, mật độ 123,64 người/km².